# L'Exode (Chagall)
Pour les articles homonymes, voir Exode.
L'Exode est un tableau de 130 cm par 162,3 cm réalisé par le peintre français Marc Chagall en 1952-1966. Cette huile sur toile de lin représente le Christ en croix dominant une foule en fuite. Partie des collections du musée national d'Art moderne, à Paris, elle est conservée en dépôt au musée Marc-Chagall, à Nice, depuis le 8 octobre 1990.